# Dendrobium phaeanthum
Dendrobium phaeanthum är en orkidéart som beskrevs av Rudolf Schlechter. Dendrobium phaeanthum ingår i släktet Dendrobium, och familjen orkidéer. Inga underarter finns listade i Catalogue of Life.